# Giacinto Paoli
Giacinto Paoli (Morosaglia, 1681 – Napoli, dicembre 1763) è stato un politico, militare e generale italiano, padre di Pasquale Paoli.

## Biografia
Membro di una famiglia di notabili di campagna, fu letterato non privo di conoscenze giuridiche. Sposò Dionisia Valentini dalla quale nel 1725 ebbe il sesto figlio, secondo maschio, Pasquale.
Fu tra i capi dei moti rivoluzionari corsi del 1729. Eletto generalissimo nella consulta di Rustino del 1734, nel 1735 promulga a Corte la prima costituzione democratica della storia. Tale costituzione anticipa e sarà fonte d'ispirazione per le successive costituzioni americana e francese.
Sostenitore di Theodor Stephan von Neuhoff, che lo nominò marchese, continuò la lotta dopo la sconfitta di quest'ultimo ad opera dei francesi comandati da Maillebois.
Nel 1739 fu costretto ad andare in esilio a Napoli dove entrò nelle file dell'esercito di Carlo III, come tenente-colonnello del reggimento corso. Portò con sé a Napoli il figlio quattordicenne Pasquale, che seguirà le lezioni di Antonio Genovesi e frequenterà l'accademia reale della Nunziatella, entrando poi in servizio nel reggimento Corsica e nel Real Farnese a Siracusa e Porto Longone.

## Opere
- Parlamento avuto a' popoli di Corsica nel congresso tenuto in Corte, 1735.